# Vroege Vogels
Vroege Vogels is een live-radioprogramma, televisieprogramma en online community van BNNVARA over natuur, milieu, klimaat en duurzaamheid. Het presenteert zichzelf als 'advocaat van de natuur en spreekbuis van het milieu'.
In het radioprogramma wordt het gesproken woord omlijst door licht klassieke muziek en salonmuziek. 
Het radioprogramma werd in 1978 voor het eerst uitgezonden door de VARA als opvolger van Weer of geen weer, en is een van de langst lopende en best beluisterde radioprogramma's van de NPO. Het wordt elke zondagmorgen uitgezonden tussen 7:00 en 10:00 uur op NPO Radio 1. De beginmuziek is een bewerking van Antonio Vivaldi's "Piccolo Concerto in C major" (RV 443). Het televisieprogramma Vroege Vogels werd uitgezonden van 1989 tot 1992 en wordt sinds oktober 2007 weer uitgezonden.

## Radio

#### Voorganger
Vroege Vogels werd op 25 juni 1978 de opvolger van het programma Weer of geen weer, dat van 1955 tot 1978 werd uitgezonden met Bert Garthoff als presentator. De roep van de VARA-haan – het symbool van de omroep – maakte toen nog deel uit van het ochtend-vogelkoor.

#### Locatie
Het programma werd tot februari 2013 uitgezonden vanuit het Capitool, het tuinhuis van de buitenplaats Schaep en Burgh, waarin het hoofdkantoor zetelt van de Vereniging Natuurmonumenten te 's-Graveland. Sindsdien wordt het uitgezonden vanuit de verbouwde boerderij Stadzigt die ook eigendom van Natuurmonumenten is. Dit ontvangstgebouw bij de entree van natuurgebied het Naardermeer heeft meer ruimte en betere faciliteiten voor het radioprogramma.

#### Presentatoren
De presentatie van Vroege Vogels kwam in de eerste jaren voor rekening van Wim Hoogendoorn; in 1982 nam Letty Kosterman het over. In 1985 kwam oud-cabaretier Ivo de Wijs erbij en sindsdien kende het programma duo-presentatie. De Wijs trakteerde de vroege vogels wekelijks op een gedicht en zorgde hier en daar voor een lichte toets. Kosterman presenteerde het programma iedere week tot en met 1993. Tijdens een tien uur durende marathonuitzending van het programma op 28 mei 2000 heeft zij eenmalig nog een paar uur meegedaan.
Van 1993 tot medio 2006 waren de duo-presentatoren van Ivo de Wijs achtereenvolgens Inge Diepman, Margreet Reijntjes en Karin van den Boogaert. Op de zondag voor zijn 60e verjaardag zette De Wijs er op 10 juli 2005 na twintig jaar presenteren een punt achter. In de uitzendingen voorafgaand aan zijn laatste waren Kosterman, Diepman en Reijntjes ieder nog eenmaal zijn co-presentatrice. Het afscheid bestond ten slotte uit een feestelijke aflevering met tal van genodigden.
Frank van Pamelen nam het stokje van De Wijs over en na het vertrek van Van den Boogaert in september 2006 presenteerde hij het programma alleen. Op 23 november 2006 maakten Van Pamelen en de VARA bekend dat in goed overleg was besloten dat hij op 14 januari 2007 voor het laatst Vroege Vogels zou presenteren.  "De VARA en ik kijken op een verschillende manier aan tegen de creatieve invulling van het programma en dat verschil van inzicht heeft tot dit besluit geleid", aldus Van Pamelen.
Vanaf 21 januari 2007 vormden Menno Bentveld en Andrea van Pol het nieuwe presentatieduo. In augustus 2010 stopte Van Pol met presenteren om meer actief te kunnen zijn op andere gebieden dan de natuur en het milieu alleen. Vanaf 29 augustus 2010 was Lisa Wade de nieuwe duo-presentatrice van Vroege Vogels. Een half jaar later stopte ze echter al en maakte plaats voor Janine Abbring, die vanaf eind maart 2011 tot en met 30 augustus 2015 samen met Menno Bentveld de presentatie verzorgde. Milouska Meulens werd met ingang van september 2015 haar opvolger, maar sinds februari 2017 is ze gestopt als duo-presentatrice van de radio-uitzending. Ze vervolgde wel de televisiepresentatie tot eind 2019. Bentveld presenteert sindsdien de radio solo. Als gastpresentatoren zijn afzonderlijk Andrea van Pol en Janine Abbring teruggekeerd, als Menno Bentveld afwezig is. Ook Margreet Reijntjes en oud-eindredacteur van Vroege Vogels Carla van Lingen fungeren als inval-presentatoren. In 2024 kwam Jan van Poppel erbij als invaller.

#### Columnisten
Vanaf eerste paasdag 1980 verzorgde Midas Dekkers vrijwel iedere week een gesproken column. De relatie tussen mens en dier leidde daarin vaak tot verrassende observaties. Op 11 februari 2007 las hij zijn 1250e en laatste column voor en motiveerde hij zijn vertrek op de voor hem kenmerkende wijze: "Elke column die ik heb uitgesproken, heb ik in een laatje gelegd. En nu is het laatje vol." Veel van zijn columns verschenen in druk. Na zijn vertrek trad een carrousel van columnisten aan die wekelijks bij toerbeurt te horen zijn waaronder Dolf Jansen, Jelle Reumer, Kees Moeliker, Bibi Dumon Tak, Koos Dijksterhuis en vele anderen.

#### Verslaggevers
Vast onderdeel van dit programma zijn rapportages van bezoeken aan Nederlandse natuurgebieden. Interviewers voor natuur- en milieuonderwerpen zijn Merlijn Schneiders, Jeannette Parramore, Henny Radstaak, Pleun Aarts, Rob Buiter, Gert Elbertsen, Rozemarijn Brus, Raïsha Zeegelaar en Jesper Buursink.

#### Redactie
De eindredactie van zowel Vroege Vogels radio als televisie en internet is in handen van Anneke Naafs. met redacteuren Daniël Gulpers, Suzan Hilhorst, Janneke de Weerdt, Cas van den Bomen, Lise Lathouwers, Moira Veenhof, Roul Meijer, Dorien Meijlink, Rozemarijn Brus en Sasja van Meel.

### Muziek
Rénald Ruiter stelt de muziekonderdelen samen tussen de gespreksonderwerpen sinds 1983, als opvolger van Jan Stoeckart en voortbordurend op muzieksamensteller Aad Bos van Weer of Geen Weer, die ooit begon met instrumentale klassieke muziek als intermezzo tussen de uitgesproken teksten. De 1000e medewerking van Rénald Ruiter was op 3 november 2019.

### Natuurdeskundigen
Govert Schilling verklaart de sterrenkundige verschijnselen. Baudewijn Odé vertelt over de planten van Nederland en natuurgeluiden. Nico de Haan legde de verschillende vogelgeluiden uit.

## Televisie
Tussen 1989 en 1993 was er al een televisieversie van Vroege Vogels, gepresenteerd door Hanneke Kappen. Door verschillende oorzaken werd dit niet het succes dat men ervan verwacht had. Na vier seizoenen stopte men met de uitzendingen. Op 6 oktober 2007 verscheen Vroege Vogels opnieuw op televisie. De verwachting was dat toen wel de juiste voorwaarden geschapen konden worden en dat de tijd er rijp voor was. Het programma wordt sindsdien vanaf locatie uitgezonden en reportages vanuit de natuur vormen een belangrijk onderdeel. De uitzendingen duren 40 minuten en de presentatie is in handen van Menno Bentveld. Tussen september 2015 en december 2019 was Milouska Meulens de vaste co-presentator van het televisieprogramma. In januari 2020 nam Willemijn Veenhoven het van haar over. Op 30 augustus 2022 maakte de eindredactie van het programma bekend dat Veenhoven niet meer werkzaam is als co-presentator.

## Internet
Het programma heeft een uitgebreide website met nieuws over natuur en milieu. Men kan er oude uitzendingen en geluidsfragmenten beluisteren en videomateriaal bekijken en downloaden. Men kan er blogs lezen en vragen stellen en archieven raadplegen en men vindt er tips voor evenementen en dagtrips in de natuur. Ook kan men zich er abonneren op de nieuwsbrief van Vroege Vogels, getiteld Natuur in Beeld.
De website kan ook sneller dan radio en televisie inspelen op de actualiteit en brandende kwesties. Als graadmeter voor de publieke belangstelling kan vanuit de website voeding worden gegeven aan de redactie van de programma's.
Naast informatie biedt de website de ruimte aan natuurfotografen om hun werk tentoon te spreiden in de community. De community huisvest ook een veelbezocht forum, waar uitgebreid kan worden gediscussieerd over allerhande natuur- en milieukwesties.

## Podcast
In de podcast Vroege Vogels en andere dieren presenteert Anneke Naafs van Vroege Vogels, aanvankelijk met bioloog Auke-Florian Hiemstra van Naturalis Biodiversity Center, op NPO radio1 sinds 4 april 2021 wekelijks gedurende ongeveer 40 minuten met behulp van deskundigen de wetenswaardigheden over een dier.

## Nevenactiviteiten
Vroege Vogels stond begin februari 2001 aan de wieg van het fenologieproject De Natuurkalender en werkt daarin samen met Wageningen University (voorheen Landbouwhogeschool). Luisteraars kunnen door de week op een antwoordapparaat van de Fenolijn hun waarnemingen inspreken van eerstelingen en van voor het seizoen opvallende verschijnselen. Een samenvatting van de meldingen is op zondagmorgen te horen in de uitzending, en op gezette tijden worden bevindingen en resultaten gepubliceerd. In 2020 werd de jaarlijkse Frater Willibrordusprijs ingesteld voor de mooiste, meest inspirerende waarneming op de Fenolijn. De prijs is vernoemd naar Frater Willibrordus, die vanaf het begin van de Fenolijn, een van de vaste, trouwe bellers is geweest.
Tevens wordt soms opgeroepen tot deelname aan publieksgerichte acties, zoals "Koe in de wei", Bomen voor Koeien, tellingen van Bijen,  Vlinders, Bodemdieren, spinnen, vogels in de tuin, ook telling van egels, molshopen en waterdiertjes of tot de inzameling van niet meer gebruikte mobiele telefoons. Verder worden er lustrum- en themabijeenkomsten in verband met de natuur georganiseerd. Jaarlijks is er begin mei in samenwerking met andere radiozenders in Europa de 'Dawn Chorus' uitgezonden, waarbij geluisterd kan worden naar geluiden van ontwakende vogels in verschillende landen. In 2016 wonnen de radiozenders met de eerste uitzending de Gouden Roos, nadat de uitzending vanaf 03.00 uur op de Nederlandse radio te horen was.
Eveneens wordt jaarlijks aandacht besteed aan de genomineerden en winnaar van het beste Nederlandse natuurboek met de Jan Wolkers Prijs, welke vanaf 2023 Natuurboekenprijs genoemd wordt. Tevens volgt men vanaf het begin in 2007 jaarlijks met grote belangstelling het project Beleef de Lente van Vogelbescherming Nederland, waarbij maandenlang online gekeken kan worden naar het bouwen van nesten en broeden van verschillende soorten vogels.

## Inhoudelijke ontwikkeling
De stamvader Weer of geen weer, gepresenteerd door Bert Garthoff, hield zich nog volledig bezig met "de Natuur" in de geest van Jac. P. Thijsse, eigentijds ondersteund door bioloog Fop I. Brouwer over "alles wat leeft en groeit en ons altijd weer boeit". Het "milieu" (toen nog milieuhygiëne) en het "dierenwelzijn" bestonden toen nog niet als aandachtsgebied. Later kwamen dergelijke onderwerpen aan bod bij het programma, zoals bijvoorbeeld de kernramp van Tsjernobyl en de klimaatverandering. Ondertussen bleef het programma aandacht geven aan het beschrijven en spotten en tellen van vogels, insecten en planten, het beschermen van natuurgebieden en het bevorderen van milieusparende maatregelen.

## Prijzen
In 1988 werd bij het 10-jarig jubileum van Vroege Vogels een bos in Almere vernoemd door de Bomenstichting tot Vroege Vogelbos.
In 2013 werd de Heimans en Thijsse Prijs ontvangen uit handen van Irene van Lippe-Biesterfeld. Eveneens in 2013 werd de Eurekaprijs verkregen van NWO en de KNAW voor het toegankelijk maken van wetenschappelijke kennis en inzichten voor een breed publiek, met als sprekend voorbeeld 'de natuurkalender'. Voor de televisie uitzending over Saba, Bonaire & Sint Eustatius kreeg Vroege Vogels de Caribbean Travel Writers Award in 2014. Voor de Vroege Vogels-app werd de Red Dot Design award gewonnen in 2016. In 2018, het jaar van het 40-jarig jubileum, werden de Zilveren Reissmicrofoon en de Groeneveldprijs aan het programma toegekend. Ook voor het jaar 2018 was Vroege Vogels genomineerd voor De Gouden RadioRing. In 2024 kreeg Vroege Vogels de Irispenning, de prijs voor excellente wetenschapscommunicatie.